# Frømandskorpset
Frømandskorpset (FKP) er en specialoperationsstyrke, der er uddannet til at varetage særligt krævende opgaver på, i, og under vandet samt i kystnære landområder. Enheden er hjemmehørende på Marinestation Kongsøre ved Isefjorden og løser civile og militære opgaver i krig og fred.
Korpset modtager årligt over 500 ansøgere, hvoraf 4-10 gennemfører uddannelsen på elevskolen og bliver udnævnt til frømænd. Der knyttes mange historier til Frømandskorpset, og et mindre antal af dem har bund i virkeligheden. Stort set alle opgaver er klassificeret 'hemmelig', og alle tjenestegørende frømænd i korpset er anonyme. Det gøres for at beskytte hver enkelt frømand og hans eller hendes familie og for at give arbejdsro.
En frømand gør tjeneste så længe han/hun kan bestå de krav, der er tilstrækkelige til at opretholde operativ status. Efter sidste forsvarsforlig har Frømandskorpset og Jægerkorpset modtaget midler til indkøb af nyt militært udstyr.
I forbindelse med Den russisk-ukrainske krig oprettes der en tredje squadron.

## Opgaver
Hovedopgaven er rekognoscering, men opgaver som angreb på fjendtlige skibe, sabotageaktioner på faste installationer. Egentlige kampopgaver forekommer også. Herudover udgør Frømandskorpset sammen med Jægerkorpset og Politiets Aktionsstyrke Danmarks antiterrorberedskab. Korpset støtter desuden det øvrige politi med opklaring af kriminalsager, der kræver højt specialiseret dykning. Tilsvarende ydes assistance til eksempelvis miljømyndigheder, der kan have nytte af korpsets færdigheder, fx ved inspektion af undervandsinstallationer. Korpset har i starten af 2000'erne sammen med Jægerkorpset været indsat hemmeligt i krigene i Afghanistan og Irak samt som indsatsstyrke til sikring af handelsskibe ved Afrikas Horn i Operation Ocean Shield.
Frømandskorpset gennemfører en række kurser, blandt andet:
- Kampsvømmerkursus på to uger.
- Avanceret iltdykkerkursus.
- Redningssvømmerkursus.
- Overlevelseskursus.

## Historie
Korpset blev oprettet 17. juni 1957 med forbillede i britiske Special Boat Service, amerikanske Underwater Demolition Team og Marinejegerkommandoen i Norge. I begyndelsen var det organiseret under Søværnets Dykkerskole på Flådestation København på Holmen i København. Korpset blev selvstændigt i 1970 og administrativt underlagt undervandsbådseskadren. I 2004 blev korpset en selvstændig myndighed direkte underlagt Søværnskommandoen (indtil 2014 kendt som Søværnets Operative Kommando, overdrage til Marinestaben i 2014, og i 2019 genoprettet som SVK). Den 1. juli 2015 blev korpset en myndighed under Specialoperationskommandoen (SOKOM).

## Kendte frømænd
- Kong Frederik X - Danmarks konge
- Jeppe Handwerk - Forretningsmand
- Erik Nygaard Hansen - Afdøde, tidligere amtsrådspolitiker i Vestsjællands Amt for socialdemokratiet[4][5]